# Béchir Malum
Béchir Malum est un peintre et sculpteur mauritanien, né au Liberia en 1982. Il vit et travaille en Mauritanie, à Nouakchott.

## Biographie
Béchir Malum est né de père mauritanien et de mère libérienne. Il quitte le Liberia en guerre pour la Guinée. Là, à l'âge de neuf ans, il rencontre un vieux peintre guinéen.
Rentré définitivement en Mauritanie, il entre en apprentissage auprès de Nicole Vignote, une artiste française en résidence à Nouakchott. Au cours de cet apprentissage, il rencontre un autre élève mauritanien de Nicole Vignote, le jeune Oumar Ball, avec qui il travaillera souvent et fera plusieurs expositions.
Depuis 2001, il expose régulièrement en Mauritanie, ainsi qu'au Sénégal et en France.

## Expositions
2001
- L’art contemporain mauritanien,  centre culturel Français - Nouakchott (mauritanie)

2002
- Z ‘art ” rencontre d’artistes de la sous région (Sénégal)

2006 
- Centre culturel Français - Nouakchott (Mauritanie)

2007
- Centre Culturel Français de Nouakchott
- Club des Jumelages de la ville d'Arles, France, Comité de jumelage Arles-Sagné
- Galerie Sinaa, Nouakchott

2008
- Visions unies, avec Oumar Ball, Centre Culturel Français de Nouakchott

2009
- Semaine de la Francophonie, Nouakchott
- Club des Jumelage de la ville d'Arles, France, avec quatre autres artistes mauritaniens (Sidi Yahya, Oumar Ball, Mansour Kébé, et Zeinabou Mint Chia Mansour), à l'invitation du Comité de jumelage Arles-Sagné, pour son 20e anniversaire
- La Case à Palabres, Salon-de-Provence, France

2010
- Galerie Sinaa, Nouakchott
- Assaamalekoum festival Centre Culturel Français – Nouakchott

2011
- La maison de l’association (France)
- club de jumelage Arles singer (France)

2014
- Espace Van Gogh, Arles (France)
- Institut franco-mauritanien, Nouakchott (France)